# 歷史修正主義
歷史修正主義（英語：historical revisionism）在歷史編纂學中是指根據以往被忽略的證據，重新解讀主流的歷史觀點。它通常意味挑戰被專業學者所持有的對一個歷史事件的傳統觀點，或引入新證據，或重新陳述參與人的動機和決策。
由於“修正主義”一詞給世人所帶來的印象，歷史否定主義也時常被誤稱為歷史修正主義，但這兩者是分別具有不同意義的學術名詞。

## 原因
新的證據可能推翻舊有的解讀，包括新發現的史料、新開放的機密文件、或是新的研究方法（例如古老DNA、放射性定年法）。
另一個主要原因是意識形態，例如民族主義會讓人們從自己國家的角度來看待歷史事件，或是多元主義讓歷史學家用新的角度來看待傳統以希臘、羅馬、或漢族為中心的歷史。

## 例子

### 黑暗時代
歐洲歷史中的黑暗時代以往被認為是羅馬帝國衰落、造成歐洲文明崩壞的時代，「黑暗」這個描述是與「光明」相對，帶有負面的意味。然而，這些只是義大利跟高盧（今法國人）的觀點，隨著越來越多非拉丁文的史料出土，歷史學家開始認知到在這個時代的凱爾特、日耳曼、斯拉夫等文明都非常活躍，不亞於其他時代，原本看似「沒有文化」的現象只是因為歷史學家手上沒拿到史料造成的錯覺。許多現代歷史學家不再使用這個詞。

### 封建制度
1974年美國歷史學家布朗質疑马克思主義者提出的所謂「封建制度」在各地都不一樣，當時也沒有這個詞，尤其之後還用到歷史發展獨立於歐洲的地方（例如日本），把這些本質上並不相同的東西通稱為「封建」、當作類似的東西並不合適。 現代西方歷史學課本以及日本歷史學家都很少再提封建制度。

### 地理大發現
歐洲人「發現」的土地大多本來就已經有人居住，在澳洲的歐洲後裔作為殖民者，終於在20世紀後半開始重視原住民人權與道歉，並在教育作品中修正觀點。

### 岳飛
岳飛以往被漢人視為對抗金人的英雄，但是在「中華民族」概念形成後，女真人和漢人都是中華民族，是否仍算是民族英雄就起了爭議。

### 吳鳳
臺灣日治時期與戰後時期皆曾在小學課本裡描述吳鳳「為革除台灣原住民出草的習俗而捨生取義」，然而此故事與鄒族口傳歷史背道而馳，內容可能被過度誇大，且有鄙夷原住民的嫌疑，並造成對原住民的刻板印象，而受爭議。在原住民團體的一再抗議下，1989年教育部正式將此故事從教科書刪除。

### 闭关锁国
中国历史研究院旗下的《历史研究》将明朝和清朝的海禁政策定义为“维护国家安全、防范西方殖民侵略”的“自主限关”政策，而非通常认为的“闭关锁国”。